# Aeropuerto de Tan-Tan
El Aeropuerto de Tan-Tan, también conocido como Aeropuerto de Tan-Tan-Plage Blanche (IATA: TTA, OACI: GMAT) es un aeropuerto que sirve a Tan-Tan, ciudad en el sur de Marruecos. Combina la actividad militar y civil.

## Aerolíneas y destinos

### Destinos nacionales
| Ciudades   | Aeropuerto                          | Aerolíneas      |
| Marruecos  | Marruecos                           | Marruecos       |
| ---------- | ----------------------------------- | --------------- |
| Casablanca | Aeropuerto Internacional Mohammed V | Royal Air Maroc |

## Accidentes e incidentes
El 26 de julio de 2011, un avión de transporte Hércules C-130 de las Fuerzas Armadas del Reino de Marruecos se estrelló a unas seis millas del aeropuerto, donde tenía previsto hacer escala en un vuelo de Villa Cisneros a Kenitra. Los 60 soldados,12 civiles y otros 9 tripulantes a bordo fallecieron.